# 高松宮

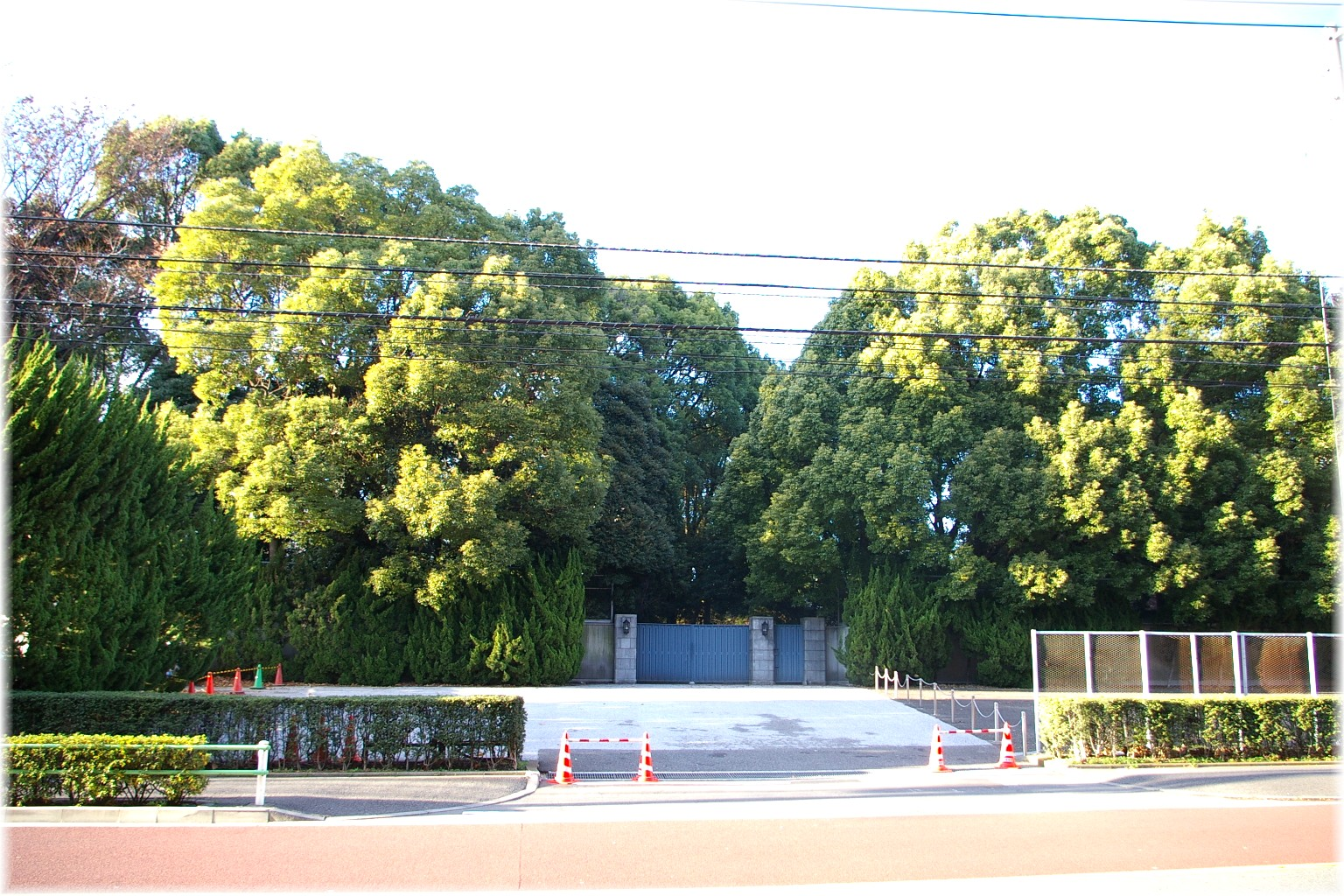
正面口

高松宮（たかまつのみや）は、日本の皇室における宮家の一つ。

## 概要
1913年（大正2年）7月6日、大正天皇の第三皇子である光宮宣仁親王を初代として創設された。
高松宮の前身である有栖川宮は、17世紀初頭から続く由緒ある宮家であったが、1913年7月10日、10代威仁親王が嗣子なくして薨去。皇室典範では養子縁組が禁じられていたため、断絶する。しかしこの時、宮家歴代の功から、大正天皇の特旨により、宣仁親王が有栖川宮家の祭祀を継承、宮家の土地などの財産、そして一部の旧臣（家来）を相続し、有栖川宮の旧称である高松宮を名乗った。また、威仁親王の外孫でもある徳川喜久子が、宣仁親王の妃となった。
宣仁親王に子がいなかったことから、2004年（平成16年）12月18日、喜久子妃の薨去をもって断絶。
構成員一覧
|                  | 読み     | 性別 | 生年月日                 | 続柄               | 概要                                      |
| ---------------- | -------- | ---- | ------------------------ | ------------------ | ----------------------------------------- |
| 高松宮宣仁親王   | のぶひと | 男性 | 1905年(明治38年)01月03日 | 大正天皇第三皇男子 | 1987年(昭和62年)02月03日薨去 （満82歳没） |
| 宣仁親王妃喜久子 | きくこ   | 女性 | 1911年(明治44年)12月26日 | 公爵徳川慶久次女   | 2004年(平成16年)12月18日薨去 （満92歳没） |

## 系図
|  |  |                    |                    |                    |                    |                    |                    |  |  |  |  |  |  |  |  |  |  |                     |                     |                     |                     |                     |                     |  |  |          |          |          |          |          |          |  |  |
|  |  | 123代天皇 大正天皇 |                    |                    |                    |                    |                    |  |  |  |  |  |  |  |  |  |  |                     |                     |                     |                     |                     |                     |  |  |          |          |          |          |          |          |  |  |
|  |  |                    |                    |                    |                    |                    |                    |  |  |  |  |  |  |  |  |  |  |                     |                     |                     |                     |                     |                     |  |  |          |          |          |          |          |          |  |  |
|  |  |                    |                    |                    |                    |                    |                    |  |  |  |  |  |  |  |  |  |  |                     |                     |                     |                     |                     |                     |  |  |          |          |          |          |          |          |  |  |
|  |  | 124代天皇 昭和天皇 | 124代天皇 昭和天皇 | 124代天皇 昭和天皇 | 124代天皇 昭和天皇 | 124代天皇 昭和天皇 | 124代天皇 昭和天皇 |  |  |  |  |  |  |  |  |  |  | 初代高松宮 宣仁親王 | 初代高松宮 宣仁親王 | 初代高松宮 宣仁親王 | 初代高松宮 宣仁親王 | 初代高松宮 宣仁親王 | 初代高松宮 宣仁親王 |  |  | 喜久子妃 | 喜久子妃 | 喜久子妃 | 喜久子妃 | 喜久子妃 | 喜久子妃 |  |  |
|  |  | 124代天皇 昭和天皇 | 124代天皇 昭和天皇 | 124代天皇 昭和天皇 | 124代天皇 昭和天皇 | 124代天皇 昭和天皇 | 124代天皇 昭和天皇 |  |  |  |  |  |  |  |  |  |  | 初代高松宮 宣仁親王 | 初代高松宮 宣仁親王 | 初代高松宮 宣仁親王 | 初代高松宮 宣仁親王 | 初代高松宮 宣仁親王 | 初代高松宮 宣仁親王 |  |  | 喜久子妃 | 喜久子妃 | 喜久子妃 | 喜久子妃 | 喜久子妃 | 喜久子妃 |  |  |
|  |  |                    |                    |                    |                    |                    |                    |  |  |  |  |  |  |  |  |  |  |                     |                     |                     |                     |                     |                     |  |  |          |          |          |          |          |          |  |  |
|  |  | 〔現皇室〕         |                    |                    |                    |                    |                    |  |  |  |  |  |  |  |  |  |  |                     |                     |                     |                     |                     |                     |  |  |          |          |          |          |          |          |  |  |

## 宮邸

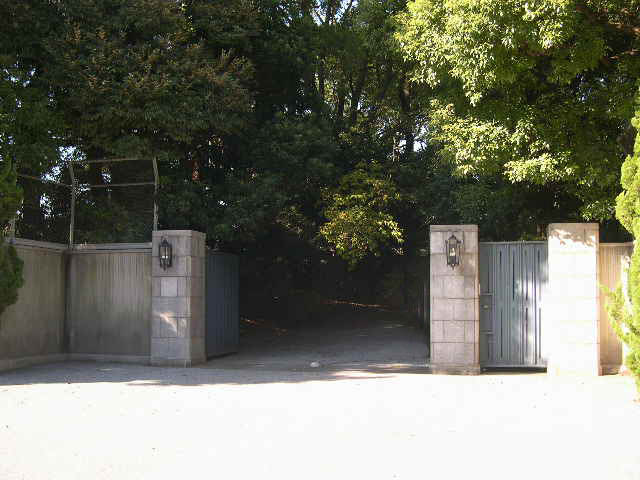
高輪皇族邸(旧高松宮邸)の正門アップ

宣仁親王は8歳で「高松宮」の宮号を下賜されたあとも引き続き、1904年（明治37年）築の青山東御殿（皇子御殿、明治時代は『皇孫御殿』と通称）に住まい、1922年に威仁親王妃慰子が薨去したあとは東京市麹町区三年町（現・東京都千代田区永田町、内閣府庁舎付近）にあった有栖川宮邸を継承する。
昭和に入り、三年町の本邸が外務大臣官邸に転用されることに伴い、高松宮邸は芝区高輪西台町（現・港区高輪一丁目）の高輪御殿（高輪御所）に移転した。高輪御殿は1891年（明治24年）、明治天皇第六皇女・常宮昌子内親王と第七皇女・周宮房子内親王の住まいに定められ、1915年（大正4年）から1924年（大正13）までは皇太子裕仁親王の東宮御所だった。
高松宮邸となった高輪御殿には1931年（昭和6年）、宮内省内匠寮の設計による洋風の本館と和館が竣工。本館の外観はチューダー様式、内装は折衷様式とし、1階は公室として謁見室、大食堂、新食堂（茶会・晩餐会用）などが、2階は私室として殿下御書斎、妃殿下御居間などが設けられた。また庭園には神殿（有栖川御霊殿。絶家後に「栖松遥拝殿」として近江神宮へ移築）を鎮座した。
幸い、太平洋戦争の空襲被害には遭わなかったが、広大な敷地は戦後、宣仁親王の意によって縮小され、払い下げられた場所には港区立高松中学校や都営高輪一丁目アパートなどが建てられた。
また本館は1949年（昭和24年）、貿易庁の迎賓施設「光輪閣」として改装。かつて宣仁親王の国際関係特別秘書官であった川添浩史を支配人に据え、連合国軍最高司令官総司令部の高官や大公使などを接待したり結婚披露宴を催す施設に転用された。夏季は、邸内のプールを近隣の子供たちに開放した時期もあった。一方、和館は仁和寺に移築され、貴賓室「高松宮記念書院」として使用されている（非公開）。
光輪閣を出た宣仁親王夫妻は木造平屋建ての旧別当官舎で起居していたが、光輪閣が老朽化によって1972年（昭和47年）に取り壊されると、翌年、跡地に再び平屋建の宮邸本館を建設し、2004年（平成16年）に宣仁親王妃喜久子が薨去するまで使用した。
喜久子妃の薨去後は、宮邸敷地および邸宅は高輪皇族邸として無人のまま宮内庁の管理下におかれている。2020年から2022年の間、明仁上皇および美智子上皇后が仙洞御所の改修の期間仮住まいし、「仙洞仮御所」と称された。
職員住宅だった敷地の南東部分は喜久子妃の薨去後に売却され　住友不動産が2007年、高級分譲賃貸マンション「クラッシィハウス高輪」を竣工。一室に高松宮妃癌研究基金の本部事務所が入居し、事務所内には宮邸の居室が再現され、宣仁親王や喜久子妃が愛用した調度品が展示されている（非公開）。
別邸
高松宮家は有栖川宮家から翁島別邸（福島県耶麻郡翁島村他）、葉山別邸（神奈川県三浦郡葉山村）と麻布御用地（東京市麻布区、現在の東京都港区麻布盛岡町他）を引き継いだが、麻布御用地は1934年（昭和9年）、東京市に払い下げられ、有栖川宮記念公園として整備された。翁島別邸も1952年（昭和27年）に福島県に払い下げられ、現在は天鏡閣および福島県迎賓館として公開されている。
また、富美宮允子・泰宮聡子両内親王の避暑地として1895年（明治28年）に設けられた宮ノ下御用邸（神奈川県足柄下郡箱根町）を1933年（昭和8年）から宮ノ下別邸として所有。この別邸は1946年（昭和21年）に富士屋ホテルへ譲渡され、同ホテルの別館「菊華荘」として現存する。
葉山別邸は1987年（昭和62年）、宣仁親王の薨去に伴う相続税支払いのため住友信託銀行に売却され、跡地には2003年（平成15年）に神奈川県立近代美術館・葉山館が開館した。西園寺公望の別荘だった坐漁荘（静岡県庵原郡興津町、現在の静岡市清水区、建物は1970年に博物館明治村へ移築）も一時期、高松宮が所有していた。